# Benín en los Juegos Paralímpicos de Río de Janeiro 2016
Benín estuvo representado en los Juegos Paralímpicos de Río de Janeiro 2016 por un deportista masculino. El equipo paralímpico beninés no obtuvo ninguna medalla en estos Juegos.